# Михайленко Геннадій Володимирович
Михайленко Геннадій Володимирович (17 червня 1948, м. Суми, Українська РСР, СРСР — 11 липня 2024, м. Суми, Україна) — голова Сумської обласної ради (2010—2014 рр.)

## Освіта
В 1963 році закінчив 8 класів Сумської школи № 4.
В 1967 році закінчив Сумський будівельний технікум за спеціальністю «технік-будівельник»
В 1976 році здобув спеціальність інженер-будівельник у Харківському інженерно-будівельному інституті.

## Трудова діяльність
В 1967 році почав свою трудову діяльність майстром будівельної дільниці у Казахстан.
Потім, два роки (1968—1970 рр.) — служив в лавах Радянської армії.
З 1970 року повернувся до рідних Сум, де почав працювати на посаді інженер, а потім старшого виконроба будівельної дільниці Сумської облспоживспілки.
В 1973—1979 рр. працював керівником групи, начальником дільниці, начальнтком відділу тресту «Сумжитлобуд».
З 1979 по 1991 рр. працював на посадах інженер, а потім інструктора та заступника керуючого справами Сумського обкому КПУ.
В 1992—1995 — директор АТ «Синтез».

### Робота у владі
1995—2002 рр. — начальник управління Сумського міськвиконкому, заступник начальника управління Сумської обласної державної адміністрації, заступник Сумського міського голови.
З 2003 р. обіймав посаду першого заступника голови Сумської обласної організації Партії регіонів. З 2010 по 2014 роки був головою Сумської обласної ради.
Помер 11 липня 2024 року на 77-му році життя.

## Нагороди та відзнаки
Заслужений працівник сфери послуг України.

## Родина
Дружина Михайленко Людмила Павлівна (пенсіонер)
Сини Борис (1973) та Дмитро (1977).